# Njé Mo Yé
Njé Mo Yé (Wendung aus der Sprache Douala, deutsch: Was ist das?) ist eine Skulptur in Douala in Kamerun. Das Kunstwerk von Koko Komégné wurde 2007 eingeweiht.

## Das Kunstwerk
Die Skulptur besteht aus bemalten Eisenrohren mit einem Durchmesser von 12 Zentimetern und ist eine überlebensgroße abstrakte Darstellung eines Menschenpaars.
In der Erinnerung des Künstlers Koko Komégné, der von 1966 bis 1984 im Viertel „Dernier poteau“ in Nkololoun lebte, markierte dieser Punkt damals das Ende der Stadt. Der Künstler als Kind der Nachbarschaft wollte seine Dankbarkeit zum Ausdruck bringen, indem er im Auftrag von Doual’art eine Skulptur für diesen Standort schuf. Sie ist 5 Meter hoch und hat eine Spannweite von 2,5 Metern. Sie wurde während der Kunsttriennale Salon Urbain de Douala SUD 2007 eingeweiht.
Nachdem die Skulptur 2013 durch einen Autounfall beschädigt wurde, finanzierte der Kommunalverband Communauté urbaine de Douala die Restaurierung und einen neuen Anstrich.

### Bibliographie
- Babina, L., und Douala Bell, M. (Hrsg.). (2007): Douala in Translation. A View of the City and Its Creative Transformative Potentials, Rotterdam, Episode Publishers (englisch)
- Fokoua, S. O. (2012): «Doual’art. L’art dans la cité », Inter: Art actuel, Nr. 111, S. 61–61
- Verschuren, K., X. Nibbeling and L. Grandin. (2012): Making Douala 2007–2103, Rotterdam, ICU art project.
- Pensa, I. (2012): «Public Art and Urban Change in Douala». In Domus, (7. April 2012). https://www.domusweb.it/en/art/2012/04/09/public-art-and-urban-change-in-douala.html
- Marta Pucciarelli (2014) Final Report. University of Applied Sciences and Arts of Southern Switzerland, Laboratory of visual culture.
- Pensa, Iolanda (Ed.) 2017. Public Art in Africa. Art et transformations urbaines à Douala /// Art and Urban Transformations in Douala. Genève: Metis Presses, ISBN 978-2-940563-16-6
- Jonathan Skinner, Lee Jolliffe (Hrsg.): Murals and Tourism: Heritage, Politics and Identity. Routledge, London / New York 2017, ISBN 978-1-4724-6143-8, Kap. 9, S. 149–164 (englisch).